# Grand Prix Formule 1 van Bahrein 2016
De Grand Prix Formule 1 van Bahrein 2016 werd gehouden op 3 april op het Bahrain International Circuit. Het was de tweede race van het seizoen 2016.

## Vrije trainingen

### Achtergrond
Tijdens de vorige Grand Prix in Australië maakte McLaren-coureur Fernando Alonso een zware crash mee nadat hij tegen de auto van Esteban Gutiérrez reed. Na een medische controle voorafgaand aan het raceweekend in Bahrein bleek dat hij hier niet voldoende van was hersteld. Hij wordt vervangen door McLaren-testrijder Stoffel Vandoorne, die zijn Formule 1-debuut maakt.

### Uitslagen
- Er wordt enkel de top-5 weergegeven.

| Vrije training 1 | Pos | No | Coureur          | Constructeur       | Tijd     |
| ---------------- | --- | -- | ---------------- | ------------------ | -------- |
| Vrije training 1 | 1   | 6  | Nico Rosberg     | Mercedes           | 1:32.294 |
| Vrije training 1 | 2   | 44 | Lewis Hamilton   | Mercedes           | 1:32.799 |
| Vrije training 1 | 3   | 7  | Kimi Räikkönen   | Ferrari            | 1:34.128 |
| Vrije training 1 | 4   | 3  | Daniel Ricciardo | Red Bull-TAG Heuer | 1:34.461 |
| Vrije training 1 | 5   | 26 | Daniil Kvjat     | Red Bull-TAG Heuer | 1:34.541 |
| Vrije training 2 | Pos | No | Coureur          | Constructeur       | Tijd     |
| Vrije training 2 | 1   | 6  | Nico Rosberg     | Mercedes           | 1:31.001 |
| Vrije training 2 | 2   | 44 | Lewis Hamilton   | Mercedes           | 1:31.242 |
| Vrije training 2 | 3   | 22 | Jenson Button    | McLaren-Honda      | 1:32.281 |
| Vrije training 2 | 4   | 33 | Max Verstappen   | Toro Rosso-Ferrari | 1:32.406 |
| Vrije training 2 | 5   | 7  | Kimi Räikkönen   | Ferrari            | 1:32.452 |
| Vrije training 3 | Pos | No | Coureur          | Constructeur       | Tijd     |
| Vrije training 3 | 1   | 5  | Sebastian Vettel | Ferrari            | 1:31.683 |
| Vrije training 3 | 2   | 7  | Kimi Räikkönen   | Ferrari            | 1:31.723 |
| Vrije training 3 | 3   | 6  | Nico Rosberg     | Mercedes           | 1:32.104 |
| Vrije training 3 | 4   | 44 | Lewis Hamilton   | Mercedes           | 1:32.160 |
| Vrije training 3 | 5   | 77 | Valtteri Bottas  | Williams-Mercedes  | 1:32.675 |

Testcoureur in vrije training 1:
 Alfonso Celis Jr. (Force India-Mercedes, P21)

## Kwalificatie

### Opzet
Na afloop van de kwalificatie van de Grand Prix van Australië was er hevige kritiek op het nieuwe kwalificatiesysteem, waarin de langzaamste coureur in elke sessie na een bepaalde tijd geëlimineerd werd. Dit systeem zorgde ervoor dat er in Q2 en Q3 aan het einde van de sessie niemand meer naar buiten kwam. De spanning die het nieuwe systeem zou moeten brengen kwam er niet. Gelijk na de kwalificatie kwamen de teams bij elkaar en werd er op 20 maart besloten om de FIA te verzoeken om weer terug te gaan naar het oude systeem tijdens de eerstvolgende race in Bahrein.
Enkele dagen later werd bekend dat zowel McLaren als Red Bull niet akkoord gingen met de terugkeer naar het oude systeem. Hierdoor blijft het eliminatiesysteem behouden voor de kwalificatie in Bahrein. Na het raceweekend wordt er opnieuw overlegd over dit systeem.

### Gekwalificeerden
Lewis Hamilton behaalde zijn tweede poleposition van het seizoen door zijn Mercedes-teamgenoot Nico Rosberg te verslaan. De Ferrari-coureurs Sebastian Vettel en Kimi Räikkönen kwalificeerden zich als derde en vierde, voor de Red Bull van Daniel Ricciardo. Valtteri Bottas en Felipe Massa kwalificeerden zich voor Williams op de plaatsen zes en zeven, voor de Force India van Nico Hülkenberg, die de laatste coureur was in Q3. De top 10 wordt afgesloten door Haas-coureur Romain Grosjean en de voor Toro Rosso uitkomende Max Verstappen.
Renault-coureur Kevin Magnussen moet voor straf uit de pitstraat starten omdat hij tijdens de tweede vrije training het verzoek negeerde om te stoppen voor een weging.

### Kwalificatie-uitslag
| Pos                 | No | Coureur           | Constructeur         | Q1       | Q2       | Q3       | Grid |
| ------------------- | -- | ----------------- | -------------------- | -------- | -------- | -------- | ---- |
| 1                   | 44 | Lewis Hamilton    | Mercedes             | 1:31.391 | 1:30.039 | 1:29.493 | 1    |
| 2                   | 6  | Nico Rosberg      | Mercedes             | 1:31.325 | 1:30.535 | 1:29.570 | 2    |
| 3                   | 5  | Sebastian Vettel  | Ferrari              | 1:31.636 | 1:30.409 | 1:30.012 | 3    |
| 4                   | 7  | Kimi Räikkönen    | Ferrari              | 1:31.685 | 1:30.559 | 1:30.244 | 4    |
| 5                   | 3  | Daniel Ricciardo  | Red Bull-TAG Heuer   | 1:31.403 | 1:31.122 | 1:30.854 | 5    |
| 6                   | 77 | Valtteri Bottas   | Williams-Mercedes    | 1:31.672 | 1:30.931 | 1:31.153 | 6    |
| 7                   | 19 | Felipe Massa      | Williams-Mercedes    | 1:32.045 | 1:31.374 | 1:31.155 | 7    |
| 8                   | 27 | Nico Hülkenberg   | Force India-Mercedes | 1:31.987 | 1:31.604 | 1:31.620 | 8    |
| 9                   | 8  | Romain Grosjean   | Haas-Ferrari         | 1:32.005 | 1:31.756 |          | 9    |
| 10                  | 33 | Max Verstappen    | Toro Rosso-Ferrari   | 1:31.888 | 1:31.772 |          | 10   |
| 11                  | 55 | Carlos Sainz jr.  | Toro Rosso-Ferrari   | 1:31.716 | 1:31.816 |          | 11   |
| 12                  | 47 | Stoffel Vandoorne | McLaren-Honda        | 1:32.472 | 1:31.934 |          | 12   |
| 13                  | 21 | Esteban Gutiérrez | Haas-Ferrari         | 1:32.118 | 1:31.945 |          | 13   |
| 14                  | 22 | Jenson Button     | McLaren-Honda        | 1:31.976 | 1:31.998 |          | 14   |
| 15                  | 26 | Daniil Kvjat      | Red Bull-TAG Heuer   | 1:32.559 | 1:32.241 |          | 15   |
| 16                  | 94 | Pascal Wehrlein   | MRT-Mercedes         | 1:32.806 |          |          | 16   |
| 17                  | 9  | Marcus Ericsson   | Sauber-Ferrari       | 1:32.840 |          |          | 17   |
| 18                  | 11 | Sergio Pérez      | Force India-Mercedes | 1:32.911 |          |          | 18   |
| 19                  | 20 | Kevin Magnussen   | Renault              | 1:33.181 |          |          | Pit  |
| 20                  | 30 | Jolyon Palmer     | Renault              | 1:33.438 |          |          | 19   |
| 21                  | 88 | Rio Haryanto      | MRT-Mercedes         | 1:34.190 |          |          | 20   |
| 22                  | 12 | Felipe Nasr       | Sauber-Ferrari       | 1:34.388 |          |          | 21   |
| 107% tijd: 1:37.717 |    |                   |                      |          |          |          |      |

## Wedstrijd

### Verslag
Nico Rosberg behaalde zijn tweede overwinning van het seizoen. Teamgenoot Lewis Hamilton had een slechte start en werd bovendien aangereden door Valtteri Bottas, die hier een drive-through penalty voor ontving. Kimi Räikkönen reed ongehinderd naar de  tweede plaats, terwijl Hamilton genoegen moest nemen met de derde plaats. Daniel Ricciardo eindigde als vierde voor Romain Grosjean op de vijfde plaats. Max Verstappen werd zesde nadat hij enkele ronden voor het einde van de race Felipe Massa inhaalde. Massa eindigde als achtste, nadat hij in de laatste ronde werd gepasseerd door de Red Bull van Daniil Kvjat. Bottas wist ondanks zijn straf als negende te eindigen. Stoffel Vandoorne finishte in zijn eerste Grand Prix (als vervanger voor Fernando Alonso) op de tiende plaats.

### Race-uitslag
| Pos. | No. | Coureur           | Constructeur         | Rondes | Tijd/Oorzaak uitval | Grid | Punten |
| ---- | --- | ----------------- | -------------------- | ------ | ------------------- | ---- | ------ |
| 1    | 6   | Nico Rosberg      | Mercedes             | 57     | 1:33:34.696         | 2    | 25     |
| 2    | 7   | Kimi Räikkönen    | Ferrari              | 57     | +10.282             | 4    | 18     |
| 3    | 44  | Lewis Hamilton    | Mercedes             | 57     | +30.148             | 1    | 15     |
| 4    | 3   | Daniel Ricciardo  | Red Bull-TAG Heuer   | 57     | +1:02.494           | 5    | 12     |
| 5    | 8   | Romain Grosjean   | Haas-Ferrari         | 57     | +1:18.299           | 9    | 10     |
| 6    | 33  | Max Verstappen    | Toro Rosso-Ferrari   | 57     | +1:20.929           | 10   | 8      |
| 7    | 26  | Daniil Kvjat      | Red Bull-TAG Heuer   | 56     | +1 ronde            | 15   | 6      |
| 8    | 19  | Felipe Massa      | Williams-Mercedes    | 56     | +1 ronde            | 7    | 4      |
| 9    | 77  | Valtteri Bottas   | Williams-Mercedes    | 56     | +1 ronde            | 6    | 2      |
| 10   | 47  | Stoffel Vandoorne | McLaren-Honda        | 56     | +1 ronde            | 12   | 1      |
| 11   | 20  | Kevin Magnussen   | Renault              | 56     | +1 ronde            | Pit  |        |
| 12   | 9   | Marcus Ericsson   | Sauber-Ferrari       | 56     | +1 ronde            | 17   |        |
| 13   | 94  | Pascal Wehrlein   | MRT-Mercedes         | 56     | +1 ronde            | 16   |        |
| 14   | 12  | Felipe Nasr       | Sauber-Ferrari       | 56     | +1 ronde            | 21   |        |
| 15   | 27  | Nico Hülkenberg   | Force India-Mercedes | 56     | +1 ronde            | 8    |        |
| 16   | 11  | Sergio Pérez      | Force India-Mercedes | 56     | +1 ronde            | 18   |        |
| 17   | 88  | Rio Haryanto      | MRT-Mercedes         | 56     | +1 ronde            | 20   |        |
| DNF  | 55  | Carlos Sainz jr.  | Toro Rosso-Ferrari   | 29     | Schade ongeluk      | 11   |        |
| DNF  | 21  | Esteban Gutiérrez | Haas-Ferrari         | 9      | Remmen              | 13   |        |
| DNF  | 22  | Jenson Button     | McLaren-Honda        | 6      | Motor               | 14   |        |
| DNS  | 5   | Sebastian Vettel  | Ferrari              | 0      | Motor               | 3    |        |
| DNS  | 30  | Jolyon Palmer     | Renault              | 0      | Hydrauliek          | 19   |        |

## Tussenstanden wereldkampioenschap
Betreft tussenstanden voor het wereldkampioenschap na afloop van de race.

### Coureurs
| Positie | No. | Rijder           | Team                 | Punten |
| ------- | --- | ---------------- | -------------------- | ------ |
| 01      | 6   | Nico Rosberg     | Mercedes             | 50     |
| 02      | 44  | Lewis Hamilton   | Mercedes             | 33     |
| 03      | 3   | Daniel Ricciardo | Red Bull-TAG Heuer   | 24     |
| 04      | 7   | Kimi Räikkönen   | Ferrari              | 18     |
| 05      | 8   | Romain Grosjean  | Haas-Ferrari         | 18     |
| 06      | 5   | Sebastian Vettel | Ferrari              | 15     |
| 07      | 19  | Felipe Massa     | Williams-Mercedes    | 14     |
| 08      | 33  | Max Verstappen   | Toro Rosso-Ferrari   | 09     |
| 09      | 27  | Nico Hülkenberg  | Force India-Mercedes | 06     |
| 10      | 26  | Daniil Kvjat     | Red Bull-TAG Heuer   | 06     |

### Constructeurs
| Positie | Team                 | Punten |
| ------- | -------------------- | ------ |
| 01      | Mercedes             | 83     |
| 02      | Ferrari              | 33     |
| 03      | Red Bull-TAG Heuer   | 30     |
| 04      | Williams-Mercedes    | 20     |
| 05      | Haas-Ferrari         | 18     |
| 06      | Toro Rosso-Ferrari   | 11     |
| 07      | Force India-Mercedes | 06     |
| 08      | McLaren-Honda        | 01     |